# Sidomukti (Bener)
Sidomukti is een bestuurslaag in het regentschap Purworejo van de provincie Midden-Java, Indonesië. Sidomukti telt 1078 inwoners (volkstelling 2010).